# You Are Wanted
You Are Wanted è una serie televisiva tedesca ha debuttato il 17 marzo 2017 in tutti i paesi in cui il servizio on demand Amazon Video è disponibile. La seconda stagione è stata annunciata a marzo 2017 e verrà pubblicata il 18 maggio 2018.
Le riprese sono iniziate il 14 settembre 2017.

## Trama
I dati personali del direttore Lukas Franke  sono stati violati. Qualcuno ha cambiato la sua identità digitale. Si arriva a pensare che potrebbe essere l'opera di un terrorista. Infine, anche il figlio è stato minacciato. Insieme a Lena Arandt, anche lei vittima di hacker, i due cercheranno di seguire una pista per trovare i colpevoli.

## Episodi
| Stagione         | Episodi | Pubblicazione Germania | Pubblicazione Italia |
| ---------------- | ------- | ---------------------- | -------------------- |
| Prima stagione   | 6       | 2017                   | 2017                 |
| Seconda stagione | 6       | 2018                   | 2018                 |